# Fortune 500
De Fortune 500 is een ranglijst van Amerikaanse bedrijven op basis van hun jaaromzet. De lijst wordt jaarlijks opgesteld en gepubliceerd door het Amerikaanse zakentijdschrift Fortune. De eerste 100 bedrijven in de lijst worden ook als Fortune 100 aangeduid en Fortune 1000 verwijst naar een gelijksoortige lijst van 1000 bedrijven.
De Fortune 500 werd voor het eerst gepubliceerd in 1955 voor het jaar 1954. Sindsdien hebben meer dan 1800 bedrijven in de lijst gestaan. Slechts drie bedrijven hebben ooit de eerste positie ingenomen: auto-fabrikant General Motors, olieproducent ExxonMobil en warenhuisketen Walmart.
In 1990 werd de Fortune Global 500 geïntroduceerd. In deze ranglijst worden bedrijven uit de hele wereld opgenomen.

## Top 10 van 2024

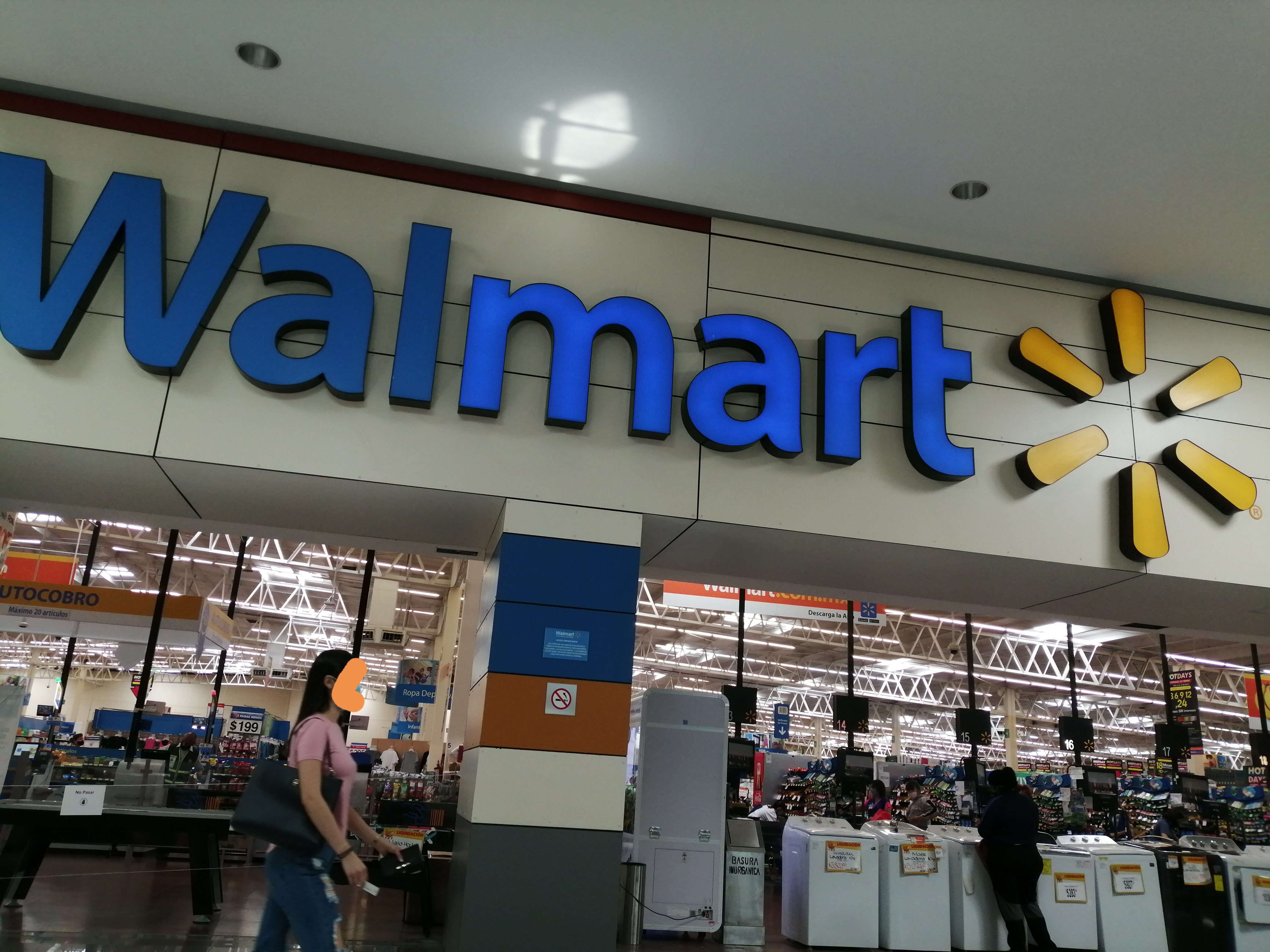
De warenhuisketen Walmart stond in 2024 voor het twaalfde jaar op rij op de eerste positie.

| rang | bedrijf            | omzet           |
| ---- | ------------------ | --------------- |
| 1    | Walmart            | US$ 648 miljard |
| 2    | Amazon             | US$ 575 miljard |
| 3    | Apple              | US$ 383 miljard |
| 4    | UnitedHealth Group | US$ 372 miljard |
| 5    | Berkshire Hathaway | US$ 364 miljard |
| 6    | CVS Health         | US$ 358 miljard |
| 6    | ExxonMobil         | US$ 345 miljard |
| 8    | Alphabet           | US$ 307 miljard |
| 9    | McKesson           | US$ 277 miljard |
| 10   | Cencora            | US$ 262 miljard |

## Grootste bedrijf van elk jaar

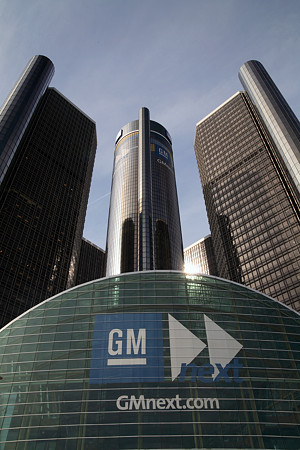
General Motors stond van 1955 tot 2000 meestal bovenaan.

| jaar      | bedrijf        |
| --------- | -------------- |
| 2013–2024 | Walmart        |
| 2012      | ExxonMobil     |
| 2010–2011 | Walmart        |
| 2009      | ExxonMobil     |
| 2007–2008 | Walmart        |
| 2006      | ExxonMobil     |
| 2002–2005 | Walmart        |
| 2001      | ExxonMobil     |
| 1986–2000 | General Motors |
| 1980–1985 | ExxonMobil     |
| 1978–1979 | General Motors |
| 1975–1977 | ExxonMobil     |
| 1955–1974 | General Motors |